# Tuscarora (tribo)
Os Tuscarora são uma tribo nativa americana, membro da Confederação Iroquesa, cujo nome provêm de ska-ru-ran, "recolectores de cânhamo".
Originalmente viviam nas proximidades da actual Raleigh, na Carolina do Norte, ainda que na actualidade a maioria viva na reserva Tuscarora no estado de Nova York, perto das Cataratas do Niágara; outros ainda habitam no seu território original e no Ontário (Canadá).
Foram uma tribo poderosa, mas depois da guerra contra dos colonos entre 1711 e 1713 (Tuscarora War), foram quase  dizimados e viram-se obrigados a juntar-se à Confederação Iroquesa, sendo admitidos como um dos seus membros.
Seriam cerca de 5600 em 1708 e, segundo o censo dos Estados Unidos do ano 2000, havia 3705 tuscaroras no seu território. 